# Musculus zygomaticus major
De musculus zygomaticus major of grote jukbeenspier is een aangezichtsspier.  Het is een spier voor gelaatsexpressies, die de mondhoeken naar boven en naar achter laten bewegen. Net als bij de meeste spieren voor de gelaatsexpressie, wordt de musculus zygomaticus major geïnnerveerd door de nervus facialis.
De musculus zygomaticus major loopt van buiten op het jukbeen naar de mondhoeken. Hij beweegt de mondhoek naar boven bij een glimlach.
Deze spier vertoont ook activiteit bij de oriëntatiereactie op onverwachte veranderingen in de omgeving, of tijdens het bewust richten van de aandacht op prikkels van buiten.